# Eparchie mukačevská
Eparchie mukačevská je řeckokatolická eparchie na Podkarpatské Rusi na Ukrajině. Její jurisdikce kdysi sahala i na území Slovenska (až po Spiš). Sídlo eparchie se v současnosti nachází v Užhorodě. Jde o jedinou řeckokatolickou jurisdikční jednotku na Ukrajině, která není součástí Ukrajinské řeckokatolické církve a není tedy podřízena vyššímu arcibiskupovi, ale bezprostředně papeži.

## Dějiny
Datum vzniku Mukačevské eparchie zůstává nejasný, první biskup se sídlem v monastýru svatého Mikuláše v Mukačevu je Ján (maď. János), potvrzený králem Vladislavem II. Jagellonským – doložen v písemnostech v roce 1491.

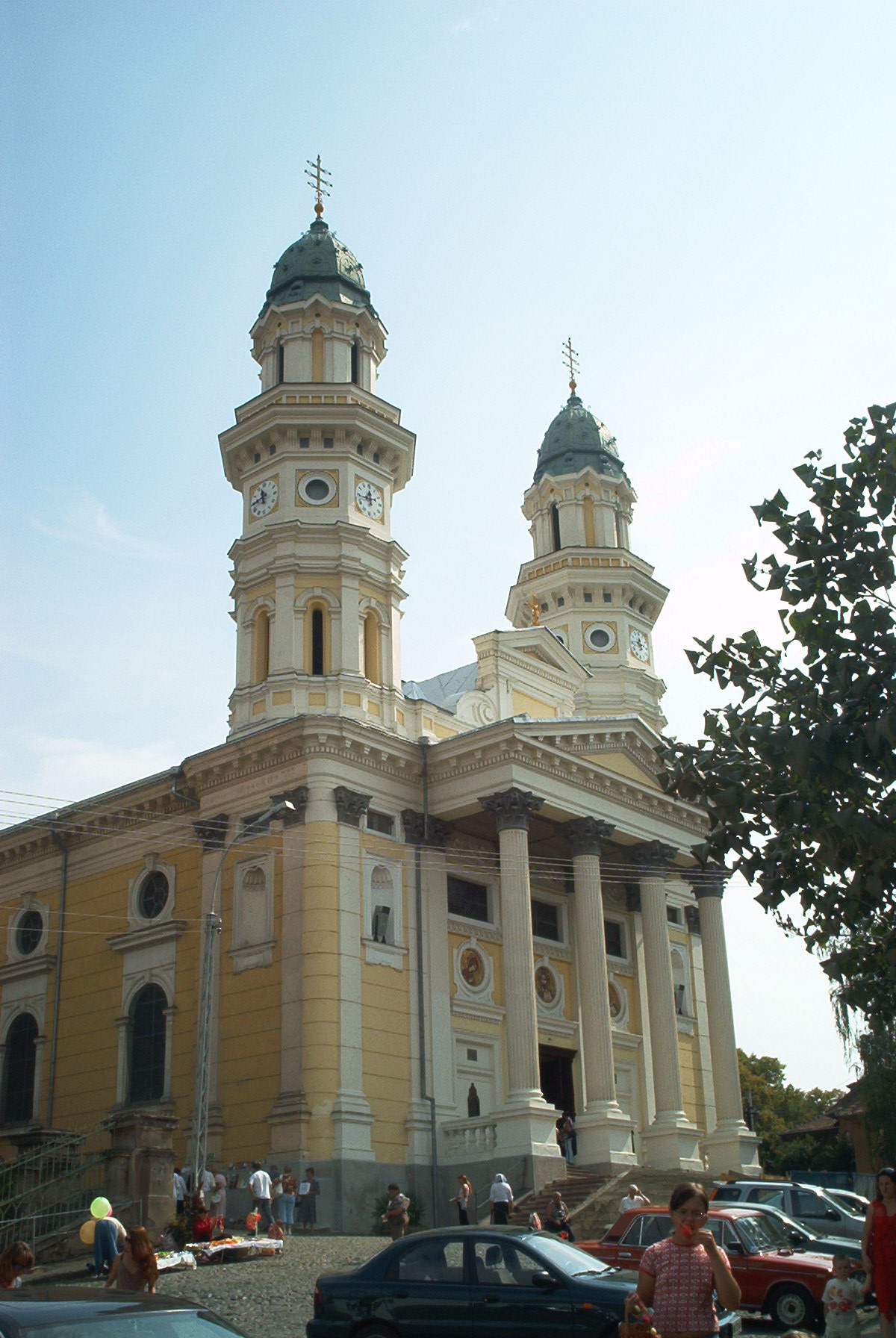
Řeckokatolický katedrální chrám Povýšení sv. Kříže v Užhorodě – katedrála Mukačevské eparchie

Významným mezníkem v životě eparchie bylo uzavření Užhorodské unie, které se uskutečnilo na zámku v Užhorodě 24. dubna 1646.
V 18. století si římskokatoličtí biskupové z Jágeru (Eger), začali nárokovat moc nad mukačevskými eparchy, které považovali za své vikáře. K prosazení svých nároků se neštítili použít ani vojenskou sílu. Situaci vyřešil až zásah Marie Terezie, na jejíž podnět římský papež Klement XIV. vydal 19. září 1771 bulu Eximia Regalium, kterou kanonicky zřídil Mukačevskou eparchii.
V roce 1776 biskup Ondřej Bačinský přenesl sídlo eparchie do Užhorodu. Na konci 18. století se z Mukačevské eparchie začaly postupně vyčleňovat nové eparchie, neboť její původní území bylo mimořádně rozsáhlé. V roce 1815, resp. 1818, byla z ní oddělena i Prešovská eparchie. Značná část slovenského farností na Zemplíně však stále zůstávala pod správou Mukačevské eparchie. Po druhé světové válce byly tyto farnosti dány pod správu Prešovské eparchie, ale definitivně se jejich právní status vyřešil až zřízením Košického apoštolského exarchátu 21. února 1997.
1. listopadu 1947 byl agenty NKVD zavražděn mukačevský biskup Teodor Romža a v roce 1948 došlo k úplné násilné likvidaci řeckokatolické církve na Podkarpatské Rusi. Majetek církve byl předán do rukou pravoslavných.
Koncem roku 1945 biskup Teodor Romža tajně vysvětil biskupa Alexandra Chiru, který pak působil jako ilegální biskup mukačevské eparchie až do své smrti v roce 1983.
V roce 1989 byla řeckokatolická církev na Ukrajině znovu legalizována, ale nedošlo k restituci majetku. Tato otázka zůstala nedořešena podnes a je příčinou přetrvávajícího napětí mezi řeckokatolíky a pravoslavnými.
Po rozpadu SSSR sílí ze strany Ukrajinské řeckokatolické církve i části místních věřících hlasy po připojení mukačevské eparchie k této církvi. Proti tomu se vyslovují slovenští a maďarští řeckokatolíci, pro něž je tato eparchie jejich mateřskou eparchií, ale i část místních věřících, hlavně z lokálních národnostních menšin – Rusínů, Maďarů, Slováků, Rumunů –, kteří se bojí další ukrajinizace a nahrazení místní podkarpatské řeckokatolické tradice halyčskou tradicí Ukrajinské řeckokatolické církve.